# Tillandsia ramellae
Tillandsia ramellae är en gräsväxtart som beskrevs av Walter Till och S.Till. Tillandsia ramellae ingår i släktet Tillandsia och familjen Bromeliaceae. Inga underarter finns listade i Catalogue of Life.